# À Table!〜歴史のレシピを作ってたべる〜
『À Table!〜歴史のレシピを作ってたべる〜』（ア・ターブル れきしのレシピをつくってたべる）は、BS松竹東急のオリジナルドラマ枠「月曜ドラマ」で2023年1月9日から3月27日まで放送されたテレビドラマ。主演は市川実日子。
歴史料理研究家・遠藤雅司（音食紀行）のレシピ本『歴メシ!決定版 歴史料理をおいしく食べる』を原案に、吉祥寺から徒歩20分のところに住む結婚15年目の夫婦の物語が歴史レシピとともに描かれる新感覚グルメドラマ。
2024年7月3日から9月25日まで暮しの手帖社発行のレシピ本『おそうざい十二カ月』『おそうざいふう外国料理』を原案に、続編となる『À Table!〜ノスタルジックな休日〜』（ア・ターブル ノスタルジックなきゅうじつ）が同局の「水曜ドラマ23」枠にて放送された。
本項では便宜上、第1作をS1、続編をS2の略称で表記する。

## キャスト

### 主要人物
イギリスに赴任して空き家となった、吉祥寺から徒歩20分にある夫の叔父夫婦の持家に住まう夫婦。
藤田ジュン（ふじた ジュン）
演 - 市川実日子
大学の文学部内の事務員（S1）→周年事業のプロジェクトリーダー（S2）。北海道出身。3人姉妹の末っ子で、両親に「負けて勝て」「損して特とれ」といわれ育てられたことから人への思いやりがある。
藤田ヨシヲ（ふじた ヨシヲ）
演 - 中島歩
ジュンの夫。漬物メーカーの管理部門責任者。岡山の実家は漬物店で、姉が継いでいる。
長野支店に単身赴任していたが、リモート作業が増えたので帰京し（S1）、東京と長野を行き来するようになる（S2）。姉の影響で少女漫画に詳しい。料理は食べるのも作るのも好き。

### 周辺人物
高梁浩子
演 - 安奈淳（S1第9話・第10話、S2第8話・第9話）
ジュンの叔母（ジュンの母の妹）。北海道での生活を嫌い、国内を放浪し気ままに暮らす。チェリーを愛飲する愛煙家。物に執着心がなく、装飾品をすぐに人にあげる癖がある。その生き方はジュンに影響を与えている。
野菜直売所のおばちゃん
演 - 水木薫（S1第6話・第8話・第10話・最終話）
ニンニクを購入しようとしたがお金が足りずカゴに戻したジュンに、この次にお金を持ってきてくれればよいとニンニクをもっていかせる。
浜口あすか
演 - 神野三鈴（S1第8話・第11話、S2第6話）
ジュンが働く大学の文学部西洋史学科の教授。ジュンが大学時代のゼミの先輩であった。28歳の時、数学の研究者と結婚し息子をもうけるが、夫はニューヨークに渡ったままで、日本でひとり息子を育て上げている。息子は理系大学卒で、彼の私物の量子力学の本をジュンに貸してくれた（S1）。部署替えしたジュンを見守っていたがイスタンブールに長期の海外出張をすることになり、しばらく会えない状態が続いていた（S2）。
伏見佐紀
演 - 安藤裕子（S1第6話）
ジュンの大学時代の友人。大手出版社の雑誌編集者。
加賀沙良
演 - 芋生悠（S1第3話、S2第3話）
ジュンの姪（北海道在住のジュンの姉のひとり娘）。東京の大学で哲学を学んでいる。時折、ジュンの家で食事を共にする。文系ながら、量子力学や素粒子、相対性理論などにハマっている。ヨシヲを慕っている。
藤田圭子
演 - 矢代朝子（S2第11話・12話）
ヨシヲの叔母（イギリスに住むヨシヲの叔父の妻）。翻訳家。圭子さんと呼ばれている。ヨシヲのことをヨっちゃんと呼ぶ。

### ゲスト
第2話（S2）
- 似たもの夫婦 - 和田正弘（S2第5話・第10話）、飯田圭子（S2第5話・第10話）

## スタッフ
- 原案
  - S1 - 遠藤雅司（音食紀行）
  - S2 - 『おそうざい十二カ月』『おそうざいふう外国料理』（暮しの手帖社 刊）
- 企画・シリーズ構成 - 清水啓太郎
- 脚本 - 横幕智裕
- 音楽 - ベンジャミン・ベドゥサック
- 主題歌
  - S1 - 阿児万寿美「Share」（SHOCHIKU RECORDS）[5][7]
  - S2 - 阿児万寿美「Here with Me」（SHOCHIKU RECORDS）[6]
- 監督
  - S1 - 吉見拓真
  - S2 - 吉見拓真、倉光哲司[8]
- プロデューサー
  - S1 - 上江洲茉央、清水啓太郎
  - S2 - 長原竜也（BS松竹東急）、上江洲茉央（BS松竹東急）、清水啓太郎（松竹撮影所）[8]
- 製作 - BS松竹東急、松竹撮影所

## 放送日程
| 各話 | 放送日        | サブタイトル             | メニュー | 原案                                                      |
| ---- | ------------- | ------------------------ | --- | --------------------------------------------------------- |
| #1   | 2023年1月09日 | マリー・アントワネット   | 牛肉とキャベツのトマト煮込み ヒラメの元祖ホワイトソースがけ マグロのマリネ フランス産 白ワイン | マリーアントワネットの日常 （フランス・ブルボン朝）       |
| #2   | 1月16日       | ユリウス・カエサル       | サラ・カッタビア（古代ローマ風チキンサラダ） プルス（古代ローマ風リゾット） 古代ローマ風牛のステーキ イタリア産 赤ワイン                                                                             | カエサルの祝宴 （古代ローマ）                             |
| #3   | 1月23日       | ソクラテス               | キタロス（カレイの香草焼き） クランべー（アテナイ風キャベツのサラダ） トロネ風 サメのステーキ ギリシア産 白ワイン                                                                                    | ソクラテスの腹ごしらえ （古代ギリシア）                   |
| #4   | 1月30日       | ビスマルク               | スペアリブのロースト シュバイネハクセ風 ライネヴェーバー・クーヘン（ジャガイモ入りオムレツ） リンゼンズッペ（レンズ豆のスープ） ドイツ産 白ワイン                                                    | ビスマルクの遺言 （プロイセン王国＆ドイツ帝国）           |
| #5   | 2月06日       | アレクサンドロス3世      | オリューザ マケドニア風リゾット エンドウ豆の卵とじ 鶏肉のオーブン焼き にんにくとガルムソース インド産 白ワイン 煮込みりんごのハチミツ漬け                                                            | アレクサンドロス大王のもてなし （古代マケドニア）         |
| #6   | 2月13日       | ヴィクトル・ユーゴー     | オニオンスープ 羊肉の煮込み クスクス添え ジャガイモとアスパラガスのスフレ 19世紀風 フランス産 赤ワイン りんごとお米のオーブン焼き                                                                    | ユーゴ―のごちそう （フランス・ナポレオン時代）            |
| #7   | 2月20日       | レオナルド・ダ・ヴィンチ | インゲン豆のミネストラ（スープ） イチジクの温製サラダ 鶏肉ソテーの教皇風 イタリア産 白ワイン | レオナルド・ダ・ヴィンチの厨房 （ルネサンス期イタリア）   |
| #8   | 2月27日       | リチャード3世            | 中世風 アーモンドライス アスパラガスのサラダ レンズ豆とラム肉のスープ仕立て 南アフリカ産 白ワイン、ぶどうジュース                                                                                    | リチャード3世の愉しみ （中世イングランド）                |
| #9   | 3月06日       | マルコ・ポーロ           | クィンキネッリ（14世紀ヴェネツィア風ラヴィオリ） マリ・マクル・サハイジ（13世紀塩漬けマグロの素揚げ） 大麦のカーシャ（粥） フビライとの宴 馬乞（14世紀モンゴル風猫耳麺） 日本（ジパング）産 赤ワイン | マルコ・ポーロの帰還 （中世・各国）                       |
| #10  | 3月13日       | ベートーヴェン           | 卵とパンスープ カースヌーデルン オーストリア産 白ワイン いちごのシャーベット | ベートーヴェンの晩餐 （神聖ローマ帝国＆オーストリア帝国） |
| #11  | 3月20日       | クレオパトラ             | キュレスティス（パン） モロヘイヤスープ 牛肉のロースト＆ボイル ジョージア産 赤ワイン | クレオパトラの歓待 （古代エジプト）                       |
| #12  | 3月27日       | メソポタミア文明         | 古代小麦とラム肉のシチュー アカル（ビール風味のパン） メルス（ 古代メソポタミア風ガレット） ワイン1：ビール2の比率にハチミツ、ミントを入れた酒                                                       | ギルガメシュの計らい （古代メソポタミア）                 |

| 各話 | 放送日        | 東京散歩                          | メニュー                                                               | 監督              |
| ---- | ------------- | --------------------------------- | ---------------------------------------------------------------------- | ----------------- |
| #1   | 2024年7月03日 | 国立天文台（三鷹市）              | 豆ごはん とりと野菜のきんちゃく煮 たけのことわかめとふきのたき合せ     | 吉見拓真          |
| #2   | 7月10日       | 東京タワー（港区芝公園）          | なまりめし そうざいふう魚すき わけぎと青やぎのからしあえ               | 倉光哲司          |
| #3   | 7月17日       | 善福寺公園（杉並区善福寺）        | イタリーふうとりごはん イタリーふう魚のあみやき                        | 吉見拓真 倉光哲司 |
| #4   | 7月24日       | 釣り堀 寿々木園（杉並区阿佐ヶ谷） | にんじんごはん 豚肉とふきとたけのこのうにまぶし ぜんまいの卯の花まぶし | 倉光哲司          |
| #5   | 7月31日       | 神田川クルーズ（中央区日本橋）    | かんぴょうと厚揚げのふくめ煮 しいたけ丼 ひらめのボンファム             | 倉光哲司          |
| #6   | 8月07日       | 神代植物公園（調布市）            | しそごはん とりのハンガリアふういため煮                                | 吉見拓真          |
| #7   | 8月14日       | 井の頭自然文化園（武蔵野市）      | カリフラワーと豚肉の木の芽あえ とうふのオイル焼き わかめの茶わんむし   | 吉見拓真          |
| #8   | 8月21日       | 善福寺公園（杉並区善福寺）        | スペインふうカレーごはん とりの白ぶどう酒煮                            | 吉見拓真          |
| #9   | 8月28日       | 善福寺公園（杉並区善福寺）        | しいたけごはん 髙野どうふのおらんだ煮 ひき肉のあられだんご             | 吉見拓真          |
| #10  | 9月04日       | 善福寺公園（杉並区善福寺）        | いりこごはん 髙野どうふとかまぼこしいたけのたき合せ ちくわの柳川なべ   | 倉光哲司          |
| #11  | 9月11日       | 日本民藝館（目黒区駒場）          | ごぼうめし いわしのしそ煮き こんぶとふきのつくだ煮ふう                 | 吉見拓真          |
| #12  | 9月18日       | 武蔵関公園（練馬区関町北）        | うにごはん 白身の魚のポーランドふう                                    | 倉光哲司          |
| #13  | 9月25日       | 武蔵野の森公園（府中市）          | ちりめんじゃこのおすし あじとじゃがいものかき揚げ                      | 吉見拓真          |

## 受賞歴
- S1
  - 第39回ATP賞 ドラマ部門 奨励賞[10]

## 書誌情報
- S1
  - 遠藤雅司（音食紀行）『歴メシ!決定版 歴史料理をおいしく食べる』、晶文社、2022年12月20日発売、ISBN 978-4-7949-7342-9
- S2
  - 『おそうざい十二カ月』、暮しの手帖社、1969年1月1日発売、ISBN 978-4-7660-0141-9
  - 『おそうざいふう外国料理』、暮しの手帖社、1972年1月1日発売、ISBN 978-4-7660-0038-2